# Theodor Leutwein
Theodor Gotthilf Leutwein (Waldbrunn, Gran Ducado de Baden, 9 de mayo de 1849 - Friburgo, 13 de abril de 1921) fue un administrador de la colonia del África del Sudoeste alemana desde 1894 hasta 1904, primero como comandante de las Schutztruppe y luego desde 1898 como gobernador.

## Biografía
Theodor Gotthilf Lutwein se unió al Ejército Prusiano en 1868. Subió de rango hasta llegó a ser mayor en 1893. El año siguiente, el 15 de marzo de 1894, reemplazó a Curt von François como comandante de las Schutztruppe de África del Sudoeste alemana. Su objetivo personal era crear un «colonialismo sin derramamiento de sangre». 
Durante su mandato allí, Leutwein creó una administración descentralizada con tres centros regionales, Windhoek, Otjimbingwe y Keetmanshoop. La construcción del primer ferrocarril entre Windhoek y el puerto marítimo de Swakopmund se realizó durante su gobierno. En 1899 fue ascendido a teniente coronel, llegando al rango de coronel en 1901.
Su política con los africanos nativos, a la que llamó «Sistema Leutwein», fue una mezcla de diplomacia, «divide y vencerás» y coerción militar. Su relación con las tribus indígenas namaqua y herero fue, en el mejor de los casos, tenue. Por el contrario, los colonos alemanes lo criticaron a menudo por ser demasiado indulgente con los africanos. 
En 1904, un levantamiento de los herero fue el comienzo del fin de su liderazgo colonial. Poco después, el káiser Guillermo II reemplazó a Leutwein con el notorio general Lothar von Trotha. En mayo de 1904 admitió que los alemanes no habían hecho prisionero a ningún herero, tras una investigación del diputado socialdemócrata del Reichstag August Bebel.
En 1906, Leutwein publicó su autobiografía, Elf Jahre als Gouverneur in Deutsch-Südwestafrika  [Once años como gobernador en la África del Sudoeste Alemana], en la que contaba su carrera.